# Nukri Revishvili
Nukri Revishvili (en géorgien : ნუკრი რევიშვილი), né le 2 mars 1987 à Koutaïssi, est un footballeur international géorgien (28 sélections) qui évolue comme gardien de but à Valletta FC.

## Clubs successifs
- jan. 2005-2006 :  Torpedo Koutaïssi
- 2006-fév. 2010 :  Rubin Kazan
- fév. 2010-déc. 2011 :  Anzhi Makhatchkala
- déc. 2011-2013 :  FK Krasnodar
- 2013-jan. 2014 :  FC Dila Gori
- depuis jan. 2014 :  Valletta FC